# 鄭志剛
鄭志剛，SBS，JP（1979年11月2日—），香港企业家，鄭裕彤長孫，鄭家純長子，鄭氏家族第三代接班人。他於2007年3月出任新世界發展有限公司執行董事，2012年3月出任執行董事兼聯席總經理，2015年4月改任為執行副主席兼聯席總經理，2017年3月改任為執行副主席兼總經理，並於2020年5月改任為執行副主席兼行政總裁。2024年9月26日辭任新世界發展行政總裁、周大福珠寶執行董事及新創建非執行董事。

## 生平
鄭志剛畢業於美國哈佛大學，於2003年取得東亞研究文學士（榮譽）學位。自哈佛畢業後，他往日本京都留學一年， 修讀日本藝術和文化。他於2014年獲得薩凡納藝術與設計學院（SCAD）的人文學科榮譽博士學位，以及嶺南大學的榮譽院士。
他於2008年創立結合博物館與零售概念的K11品牌，涉足範疇包括零售、酒店、辦公室及非牟利藝術文化基金K11 Art Foundation 及K11 Craft & Guild Foundation。
2012年，他被《財富》雜誌評為「2012 年全球 40 位 40 歲以下商界精英」之一。
鄭志剛現任佐丹奴國際有限公司執行董事。鄭志剛亦為新世界中國地產有限公司董事兼行政主席、新世界集團慈善基金有限公司主席及集團若干附屬公司董事。
2023年1月被任命為香港特別行政區文化藝術盛事委員會主席及金融發展局董事會成員。同年11月被任命為香港財富傳承學院主席。
2024年9月辭任新世界百貨董事會主席兼非執行董事、周大福珠寶執行董事及新創建非執行董事。

## 個人生活
鄭志剛於2009年與余雅穎結婚，二人育有一子一女。鄭志剛熱衷於藝術與文化，並積極參與各種藝術基金會和慈善活動。他創立了K11藝術基金會，旨在推動中國當代藝術及與國際藝術界的交流。他還是多個博物館和藝術機構的董事會成員，包括M+及香港故宮文化博物館。
2025年初，鄭志剛與法國總統埃马纽埃尔·马克龙在巴黎愛麗舍宮會面， 馬克龍讚揚他透過K11藝術基金會與法國頂級文化機構如龐畢度中心、巴黎國立高等美術學院等展開深度合作，為中法兩國藝術家和文化機構搭建了橋樑。